# Jane Sandanski (schronisko)
Jane Sandanski (bułg. Яне Сандански) – schronisko turystyczne w Bułgarii, położone w paśmie górskim Piryn na wysokości 1230 m n.p.m., blisko rzeki Sandanska Bistrica.
Schronisko to zostało wybudowane w 1931 roku przez spółkę Elin wrych pod nazwą Polina łyka. W 1932 roku nazwa schroniska została przemianowana na cześć bułgarskiego partyzanta Jane Sandanskiego. W 1977 roku budynek został rozbudowany.
Schronisko Jane Sandanski wyposażone jest w bieżącą wodę i prąd, rozporządzająca węzłem sanitarnym. Pojemność budynku wynosi do 70 miejsc.

## Szlaki turystyczne
Sąsiednie obiekty turystyczne:
- schronisko Wichren – 6 godz.
- schronisko Sinanica – 4,5 godz.
- ,  zespół schronisk Spano pole – 3,30 godz.
- schronisko Begowica – 2 godz.
- zespół schronisk Tewno ezero – 6 godz.

Krótkie wycieczki:
- wodospad Popinołyszki – 5 min.
- miejsce Turiczka czerkwa – 1 godz.

Punkty wyjściowe:
- miasto Sandanski, od Polinej łyki, 18 km szosą asfaltową.